# Arno Wehling
Arno Wehling GCIP • CavMM (Rio de Janeiro, 10 de janeiro de 1947) é um professor, acadêmico, advogado e historiador brasileiro. Foi presidente do Instituto Histórico e Geográfico Brasileiro de 1996 a 2019.

## Biografia
Filho de um imigrante alemão natural de Düsseldorf e de uma catarinense também de origem germânica, é casado com a historiadora Maria José Cavalleiro de Macedo Wehling, natural de Belém do Pará, com quem publicou trabalhos e realiza pesquisas. Wehling graduou-se em História pela Faculdade Nacional de Filosofia da Universidade do Brasil e em Direito pela Universidade Santa Úrsula, tendo doutorado em História e livre docência em História Ibérica, ambos pela Universidade de São Paulo e pós-doutorado pela Universidade do Porto.
Sua atividade intelectual como historiador e ensaísta desenvolve-se preferencialmente nos campos da epistemologia das ciências humanas/história, da história das ideias políticas e jurídicas e da história do direito/instituições.
No primeiro enfoque possui trabalhos sobre as relações entre a filosofia da ciência e o conhecimento histórico, o historicismo, o problema da objetividade histórica, o humanismo renascentista e sobre aspectos epistemológicos relacionados à história nas obras de Ranke, Tocqueville, Kant, Goethe, Nietzsche e Ortega y Gasset e, no caso brasileiro, nas de Varnhagen, Capistrano de Abreu e Sílvio Romero.
Os campos da história das ideias políticas e jurídicas e da história do direito/instituições se complementam na abordagem que faz do problema da estrutura de poder e suas configurações político-jurídicas, resultando em estudos e pesquisas sobre a organização político-administrativa do estado colonial e sua justificativa no plano do discurso político-filosófico e jurídico, a questão do Reino Unido e a independência, o papel do IHGB e da historiografia na consolidação do projeto político do Estado imperial e questões relativas aos direitos e à organização estatal em textos constitucionais vitoriosos e derrotados do século XIX.
Toda sua atividade profissional centrou-se na Universidade, onde exerceu a docência, pesquisa e gestão. Tornou-se professor Titular de Teoria e Metodologia da História da UFRJ e de História do Direito e das Instituições da UNIRIO, desta sendo Professor Emérito. Como docente e pesquisador atuou na implantação e desenvolvimento dos Programas de Pós-graduação em História da UFRJ e UNIRIO e dos cursos de graduação em Arquivologia, Pedagogia, Direito e História da última. Foi também docente nos Programas de Pós-graduação em Direito e Filosofia da UFRJ e em Direito das Universidades Gama Filho e Veiga de Almeida . Foi professor visitante das Universidades de Lisboa (Clássica) e Portucalense. Na gestão universitária foi chefe de departamento e decano do centro de Ciências Humanas da UNIRIO e chefe de departamento, decano e reitor da UGF.
No âmbito das academias, é membro desde 1976 do Instituto Histórico e Geográfico Brasileiro, cuja presidência exerceu, de academias ibero-americanas de história (Argentina, Uruguai, Paraguai, Colômbia, Venezuela, Portugal e Espanha), da Academia das Ciências de Lisboa, de institutos históricos brasileiros e das Academias Carioca e Catarinense de Letras. Desde 1981 pertence ao PEN Clube.
É membro de conselhos editoriais de periódicos especializados no Brasil e no exterior, do Conselho Técnico da Confederação Nacional do Comércio e do Conselho Consultivo do IPHAN.
É autor de livros, capítulos de livros, verbete sem obras de referencia, conferências e comunicações em anais de eventos científicos, edição crítica de textos e artigos em periódicos especializados.
Em 2000, Arno foi admitido pelo presidente Fernando Henrique Cardoso à Ordem do Mérito Militar no grau de Cavaleiro especial. Em 2013, foi admitido já no grau de Grã-Cruz à Ordem da Instrução Pública de Portugal.
Em 9 de março de 2017 foi eleito para a ABL onde vai ocupar a cadeira 37, que foi de Ferreira Gullar.

## Livros publicados
- Os níveis da objetividade histórica (1974)
- Administração portuguesa no Brasil, 1777-1808 (1986)
- A invenção da história: estudos sobre o historicismo (1994)
- Formação do Brasil Colonial com Maria José Wehling (1994)
- Pensamento político e elaboração constitucional (1994)
- Estado, história, memória - Varnhagen e a construção da identidade nacional (1999)
- Documentos Históricos brasileiros (2000)
- Direito e justiça no Brasil colonial - o Tribunal da Relação do Rio de Janeiro com Maria José Wehling (2004)
- Investigação Científica no Brasil (2005)
- De formigas, aranhas e abelhas - Reflexões sobre o IHGB (2010)
- Francisco Adolfo de Varnhagen (2016)
- Do Antigo Regime ao Constitucionalismo - a Casa da Suplicação do Brasil, 1808-1829/1833 (2024)